# Sylvia Rose
Sylvia Rose (n. 23 decembrie 1962, Barth, Republica Democrată Germană, Germania) este o sportivă ce a reprezentat Republica Democrată Germană, medaliată olimpică. A participat la o ediție a Jocurilor Olimpice (1988) în care a câștigat o medalie de aur.

## Participări
Lista de mai jos prezintă principalele competiții la care a participat Sylvia Rose de-a lungul carierei.
- rowing at the 1988 Summer Olympics – women's coxed four[*][4]